# یواس‌اس دس موینز (سی‌ای-۱۳۴)
یواس‌اس دس موینز (سی‌ای-۱۳۴) (به انگلیسی: USS Des Moines (CA-134)) یک کشتی بود که طول آن ۷۱۶ فوت ۶ اینچ (۲۱۸٫۳۹ متر) بود. این کشتی در سال ۱۹۴۶ ساخته شد.